# Szent István Társulat
A Szent István Társulat katolikus szellemű nyomdatermékeket előállító és terjesztő, a püspöki kar erkölcsi támogatását élvező, tagdíjat fizető és emiatt illetménykötetben részesülő társulati tagsággal rendelkező üzleti vállalat. Magyarország egyik legrégebbi könyvkiadója, amely alapításától fogva, 1848 óta napjainkig folyamatosan működik budapesti székhellyel. 1848 óta mintegy 10.000-féle (más források szerint 12.000-féle) művet jelentetett meg összesen közel 60 millió példányban.
A társulat fő profilja a könyvkiadás elsősorban magyar nyelven, de német, horvát, szlovák, román és rutén nyelven is adtak már ki munkákat. Elsősorban katolikus szellemiségű vallásos könyveket ad ki, de tankönyvek, tudományos munkák is megtalálhatók a palettán.
A társulat ítéli oda évente az ún. Stephanus-díjat.

## Története
A 19. század elején vallásos könyvek jobbára magánkiadásban jelentek meg. Fogarasy Mihály nagyváradi kanonok, később erdélyi püspök kezdeményezésére 1847. február 15-én alakult meg a Jó és Olcsó Könyvkiadó Társulat, mely ezzel a Nyugat Európában már létező hasonló kiadók magyar társa lett. A társulat védnöke Kopácsy József hercegprímás lett. Elsődleges szempont volt a könyvek olcsósága, hiszen a szélesebb tömegeknek elérhetetlenek voltak a könyvek. Első kiadványuk címe a következő volt: Keresztény naptár a magyarhoni katholikusok használatára. Újságot is adtak ki Katholikus Néplap, később Katholikus Hetilap címmel. A társulat első igazgató-elnöke Fogarasy Mihály volt és az alakulása évében 1000 tagot számlált, akik tagilletményül könyveket kaptak.
1848. május 1-jén vette nyilvántartásba működése megindítását az áprilisban megalakult első magyar kormány illetékes hivatala. A tagok toborzásakor azon túl, hogy a papokat is igyekeztek megnyerni a társulat számára, arra is gondot fordítottak, hogy világiakat is beszervezzenek a társadalom minden részéből (a társulat tagjainak száma a dualizmus idején 5000 körül, a trianoni békeszerződés után 3000 körül járt, 1950 után pedig néhány száz főt tett ki). 1848. június 5-én került sor az első közgyűlésre, amelyet később minden évben összehívtak. 4-5 évenként került sor tisztújításra, ez a tagok szavazata alapján történt.

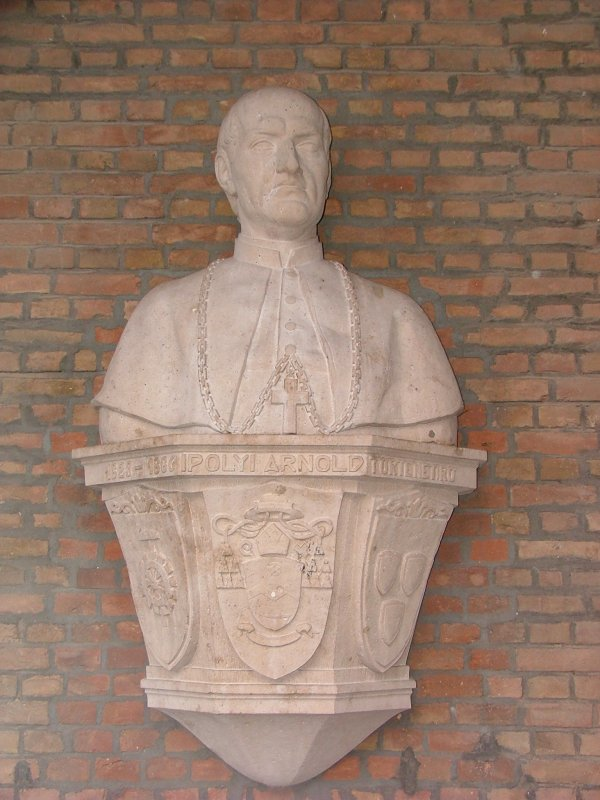
Ipolyi Arnold mellszobra Szegeden a Dóm téri Pantheonban. (Füredi Richárd alkotása)

Az 1848-49-es szabadságharc megbénította a társulatot, a magyar pénz elértéktelenedése miatt több ezer forintnyi vagyona a negyedére csappant; azonkívül kiadványainak nagy része elkallódott vagy a rendőri hatalom intézkedése következtében lefoglaltatott.
1850-ben felvette rendszeres működésének fonalát és a magyarság színe-java, államférfiak, tudósok, kiváló vezérpolitikusok vezették, mint a választmány tagjai (Deák Ferenc, Sennyey Pál báró, Majláth György, Somssich Pál stb.).
1852. augusztus 22-én vette fel a kiadó a Szent István nevet. Az éveken át tartó elnyomás alatt törekedtek a nemzeti nyelvet ápolni. A kiegyezés után tankönyvkiadó tevékenységbe kezdett a társulat, valamint oktatási segédeszközöket, tanári segédkönyveket jelentettek meg. Ekkor számos Magyarországon élő kisebbség nyelvén is adtak ki műveket. A kiadó fő alakja ebben az időben Ipolyi Arnold, későbbi besztercebányai, majd nagyváradi püspök volt. Újabb folyóiratot is elindítottak Családi Lapok címmel, negyedévente pedig a Katholikus Szemle hagyta el a nyomdát.
Az 1868. évi XXXVIII. törvénycikk okozta változás folytán Simor János hercegprímás és a püspöki kar a katolikus népiskolák tankönyveinek kiadási jogát 1869. május 12-én a társulatra ruházta. 1886 bizonyos fordulópontot jelez a társulat történetében. Ekkor határozták el a Katholikus Szemle kiadását tagilletményül, mely 1887-ben meg is indult, aminek következtében az iparos vagy földmíves osztályból való tagok nagy része kivált a társulatból, mert a folyóirat közleményei nekik túl magas olvasmány voltak, de pótolta őket a művelt elem, mely folyton fokozódó számban pártolta a társulatot. Ugyanebben az évben megalakult kebelében a tudományos és irodalmi osztály 72 katolikus íróval, akik 1887. július 2-án tartották alakuló gyűlésüket. Az osztályt négy, később két alosztályra osztották és évenként 8-10 felolvasó ülést tartottak.
A századfordulóra a társulat az ország egyik nagy cégévé vált. A bevételek lehetővé tették, hogy a társulat magának egy székházat építtessen. Ezt 1898 decemberében adták át. Ebben az épületben kezdte meg működését néhány hónappal később a saját nyomdaüzem, a Stephaneum. Ezzel a beruházással a kiadók közt a Franklin Irodalmi és Nyomdai Rt. mögött a második helyen szerepelt a társulat. 1923-ban XI. Piusz pápa az Apostoli Szentszék Könyvkiadója címmel tüntette ki a társulatot, ezzel a kor legnagyobb egyházilag elismert kiadói közé került. 1935-től a társulat szerkesztette és adta ki az Élet című szépirodalmi képes hetilapot.
1916. március 23-án a Társulat tudományos és irodalmi osztályából megalakult a Szent István Akadémia, mely ezt követően jelentős szerepet játszott a magyar tudományos és kulturális életben; tagjai közé a korszak legnevesebb tudósai és irodalmárai is beléptek, vagy az ülésein előadást tartottak.
Jelentős változást hozott a társulat életében a második világháborút követő időszak. A lapkiadást betiltották, egyedül a Katholikus Szemle maradt életben külföldön. Új iskolatípust vezettek be, a nyolcosztályos általános iskolát. Ehhez új könyveket kellett írni. Ám erre nem kerülhetett sor, hiszen a közoktatásról szóló rendelet előírta, hogy az összes iskolatípusban csak állami tankönyvekből lehetett tanítani. Csak 1992-ben tudta folytatni a társulat a hagyományos tankönyvkiadói tevékenységet. A nyomdát és a székházat államosították, a kiadó helyzetét ellehetetlenítették. A kéziratokat az Állami Egyházügyi Hivatal (ÁEH) munkatársai bírálták, és hagyták jóvá. Csak a 70-es évek végétől enyhült egy kicsit a nyomás, míg 1989-ben megszűnt az ÁEH, ennek hatására a kiadott példányszám ugrásszerűen megemelkedett.

## Jelentősebb kiadványai, sorozatai

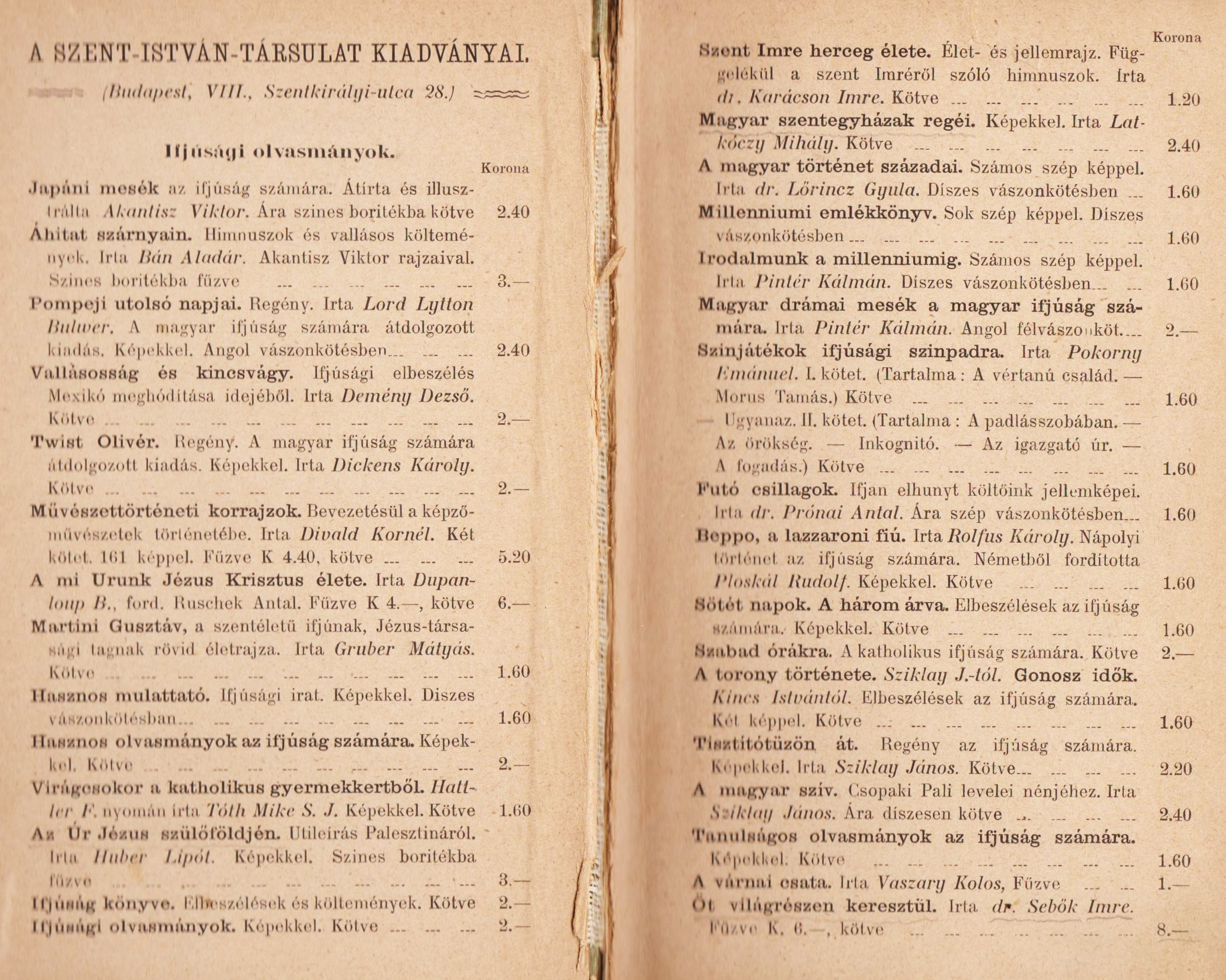
1906-os hirdetés

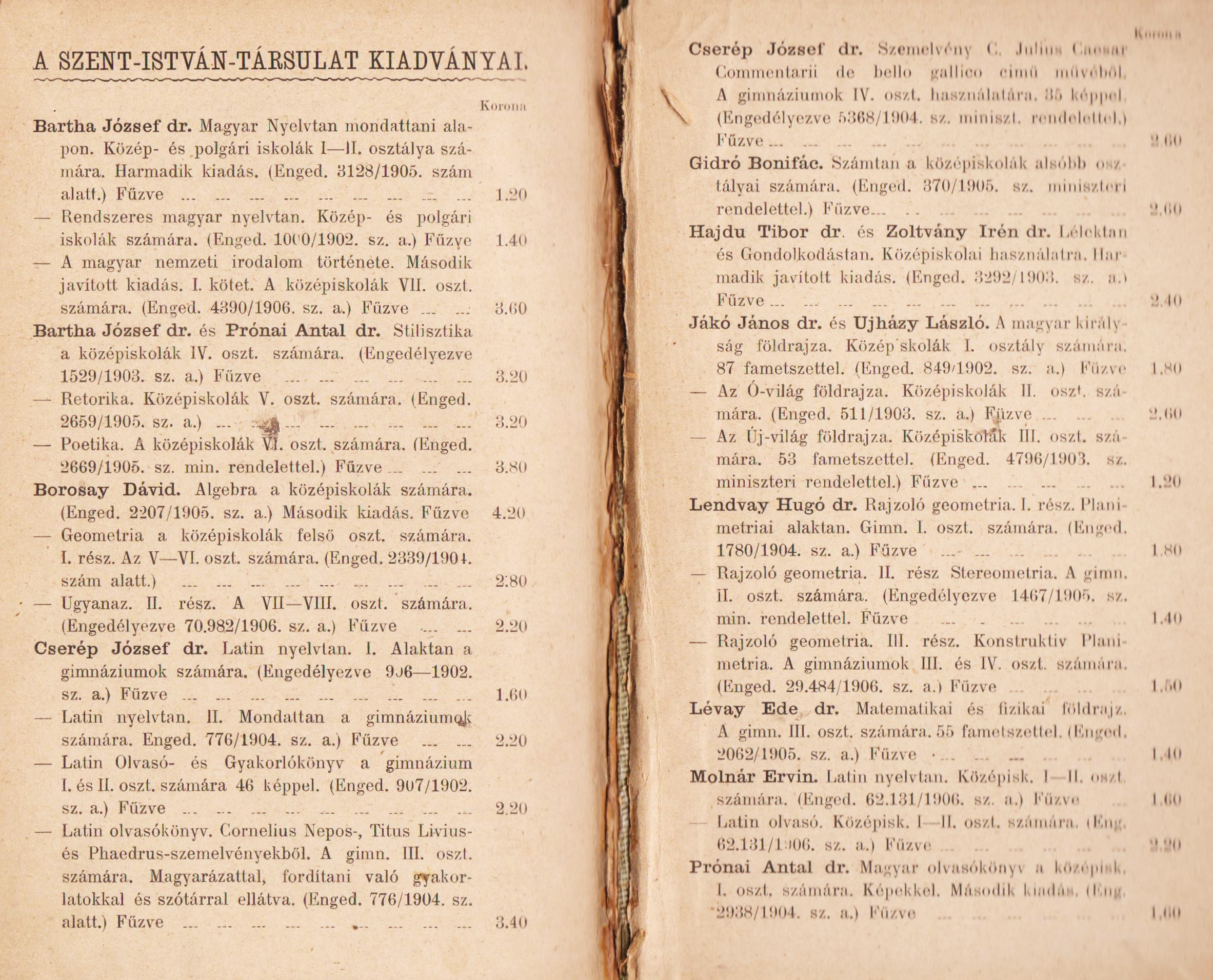
1906-os hirdetés

### Kiadványtípusok
- Bibliakiadások
- Bibliamagyarázatok, segédkönyvek
- Egyházi dokumentumok
- Teológiai, filozófia monográfiák
- Egyháztörténeti monográfiák
- Egyházjogi monográfiák
- Szentéletrajzok, hagiográfiai lexikonok
- Kisebb előadások, tanulmányok
- Hittankönyvek
- Imakönyvek
- Klasszikus egyházi írók munkáinak fordításai
- Lelkiségi könyvek
- Pszichológiai, párkapcsolati kiadványok
- Ifjúsági könyvek
- Vallásos folyóiratok

### Újabb sorozatok
- Magyar katolikus lexikon (1993—2014)
- Ókeresztény írók (1980—2009)
- Középkori keresztény írók (1999—)
- Magyar Hírmondó (2000 k.—)
- Szent István Kézikönyvek (2000—)
- Fides Et Ratio – A vallásbölcselet kiskönyvtára (2001—)

### Régi művek

#### Enciklopédiák, történelmi szintézisek
- Zalka–Zsihovics–Debreczeni-féle Szentek élete (1859—1876)
- Schütz Antal-féle Szentek élete (1932—1933)
- Cantu Caesar-féle Világtörténelem (1856—1882)
- Weisz Keresztély János-féle Világtörténet (1896—1905)
- Egyetemes magyar encyclopaedia (1859—1876)

#### Régi sorozatok
- Népiratkák füzetsorozat (1886—1919)
- Szent István Könyvek (1923—1937)
- Pázmány-füzetek. Egyházi Beszédek, Homiliák, Templomi és Iskolai Katekesisek Gyűjteménye (1840—1855)
- Házi Könyvtár (1871—1885)
- A Magyar Nép Könyvtára (1895—1903)
- Családi Regénytár (1900—1916)
- Irodalomtörténeti Olvasmányok (1905—1907)
- Keresztény Kis Könyvtár (1915—1918)
- Keresztény Remekírók (1930-as, 1940-es évek)
- A Szent István Társulat Középiskolai Tankönyvkiadványai (1930-as, 1940-es évek)
- A Szent István Társulat Gimnáziumi Tankönyvei (1930-as, 1940-es évek)
- A Szent István Társulat Líceumi Tankönyvei (1930-as, 1940-es évek)
- A Szent István Társulat Iskolai Segédkönyvei (1930-as, 1940-es évek)
- A Szent István Akadémia Hittudományi-Bölcseleti Osztályának Felolvasásai (1930-as, 1940-es évek)
- A Szent István Akadémia Történelem, Jog-, és Társadalumtudományi Osztályának Felolvasásai (1930-as, 1940-es évek)
- Szent István Társulat tudományos és irodalmi osztályának felolvasó üléseiből (1894—1944)
- A Szent István Akadémia Emlékbeszédei (1918—1943)

## Külső hivatkozások
- A Szent István Társulat honlapja